# Małgorzata Olszewska
Małgorzata Olszewska (ur. 1975) – polska prawniczka i urzędniczka państwowa, w latach 2012–2014 podsekretarz stanu w Ministerstwie Administracji i Cyfryzacji.

## Życiorys
Ukończyła magisterskie studia prawnicze na Wydziale Prawa Uniwersytetu w Białymstoku, a także Podyplomowe Studium Zagadnień Legislacyjnych Uniwersytetu Warszawskiego. Doktorantka na Wydziale Prawa i Administracji Uniwersytetu Kardynała Stefana Wyszyńskiego, gdzie wykłada „Ochronę konsumentów w Internecie”.
Od 1999 do 2004 pracowała w Ministerstwie Edukacji Narodowej, następnie od 2004 do 2010 w Urzędzie Komunikacji Elektronicznej jako naczelnik Wydziału Legislacji i Prawa Unijnego. Kierowała następnie departamentem komunikacji w Ministerstwie Infrastruktury i po przekształceniu w Ministerstwie Administracji i Cyfryzacji.
1 marca 2012 powołana na stanowisko wiceministra administracji i cyfryzacji, odpowiedzialnego za łączność (w tym pocztę, telekomunikację i sieci internetowe). Z urzędu odeszła 1 grudnia 2014. Została następnie doradcą prezesa Urzędu Komunikacji Elektronicznej oraz wspólnikiem zarządzającym w kancelarii prawnej.